# Bianca Maria Visconti

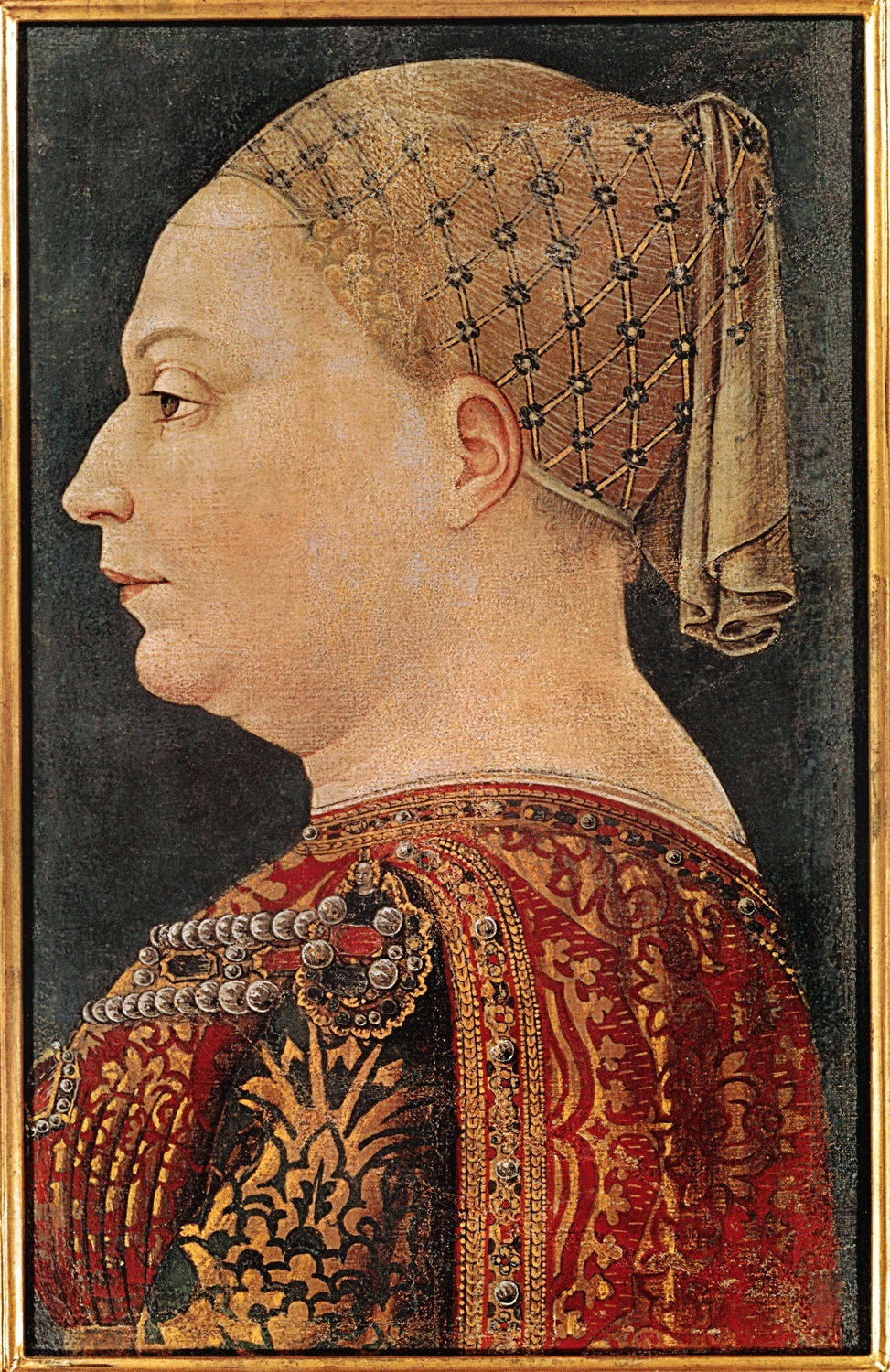
Bianca Maria Visconti in einem Porträt von Bonifacio Bembo, Pinacoteca di Brera, Mailand

Bianca Maria Visconti (* 31. März 1425 in Settimo Pavese, Lombardei, Italien; † 23. Oktober 1468 in Melegnano, Italien) war von 1450 bis 1468 Herzogin von Mailand.

## Leben

### Herkunft und Kindheit
Bianca Maria Visconti wurde in der Nähe von Settimo Pavese geboren und war die uneheliche Tochter von Filippo Maria Visconti, Herzog von Mailand, und dessen Mätresse Agnese del Mainio. Agnese war die Tochter von Ambrogio del Maino, einem Mailänder Edelmann. Sie diente Filippos Ehefrau Beatrice di Tenda als Hofdame. Filippo und Agnese hatten neben Bianca Maria noch eine weitere Tochter, die entweder Caterina Maria oder Lucia Maria hieß und 1426 geboren wurde, aber kurz nach der Geburt verstarb.
Als sie sechs Monate alt war, zog Bianca Maria mit ihrer Mutter in ein Schloss in Abbiategrasso, wo für sie eine Residenz eingerichtet worden war. Ihr Vater verbrachte ebenfalls viel Zeit dort. Bianca Maria verbrachte ihre gesamte Kindheit und Jugend in Abbiategrasso, wo sie eine humanistische Erziehung erhielt. Sie teilte die Leidenschaft ihres Vaters für Pferde und Jagd.

### Heirat
1430 wurde Bianca Maria fünfjährig dem Condottiere Francesco I. Sforza versprochen, der 24 Jahre älter war. Im gleichen Jahr war der Vertrag zwischen Mailand und den Sforza ausgelaufen, die Verlobung sollte nunmehr dazu dienen, den mächtigen General weiterhin an Mailand zu binden. Es wurde auch vermutet, dass Visconti Sforza versprochen haben soll, ihn als legitimen Erben des Herzogtums einzusetzen. Sforza nahm wohl vor allem wegen der reichen Mitgift Bianca Marias an, die Territorien bei Cremona, Castellazzo Bormida, Bosco Marengo und Frugarolo beinhaltete. Der Verlobungsvertrag wurde am 23. Februar 1432 im Schloss von Porta Giovia, der Residenz der Visconti in Mailand, unterzeichnet. Bianca Marias offizieller Vertreter war ihr Pate, Andrea Visconti, General der Humiliaten. Ob Bianca Maria und ihre Mutter bei der Zeremonie anwesend waren, ist nicht sicher, manchen Quellen zufolge soll sie Mailand erst als erwachsene Frau erstmals besucht haben.
In den folgenden Jahren versuchte der misstrauische Filippo Maria zweifach, die Verlobung mit dem ehrgeizigen Sforza zu lösen. 1434 hatte sich Sforza mit Papst Eugen IV. verbündet, der ihn in den Kampf gegen Mailand schickte. Der darauffolgende Versuch, Bianca Maria mit Leonello d’Este, Markgraf von Ferrara, Modena und Reggio zu verloben, war nur ein politischer Zug, um Sforza dazu zu zwingen, das Bündnis mit Venedig gegen Mailand zu verlassen. Bianca Marias Reise nach Ferrara im September 1440 ist auch ihre erste bestätigte Reise außerhalb Abbiategrassos. Der Versuch, Sforza zum Bündniswechsel zu zwingen, blieb erfolglos und Bianca Maria kehrte im April 1441 auf ihr Schloss zurück.
Im gleichen Jahr wurde Francesco Sforza von Niccolò Piccinino gefangen genommen, der von Visconti als Preis für die Freilassung Sforzas die Herrschaft über Piacenza forderte. Daraufhin versöhnte sich Visconti mit Sforza und bestätigte die Verlobung Sforzas mit Bianca Maria.
Francesco Sforza und Bianca Maria Visconti heirateten am 24. Oktober 1441 in der Abtei San Sigismondo in Cremona, die sie aus Sicherheitsgründen dem Dom der Stadt vorzogen. Die Hochzeitsfeier dauerte mehrere Tage und bestand aus opulenten Banketten, Wettkämpfen, einem Wettrennen und einem Turnier. Außerdem gab es einen großen Kuchen, der den Torrazzo, dem Kirchturm der Stadt, darstellte. Es ist möglich, dass dieser Kuchen der Ursprung des Torrone ist.

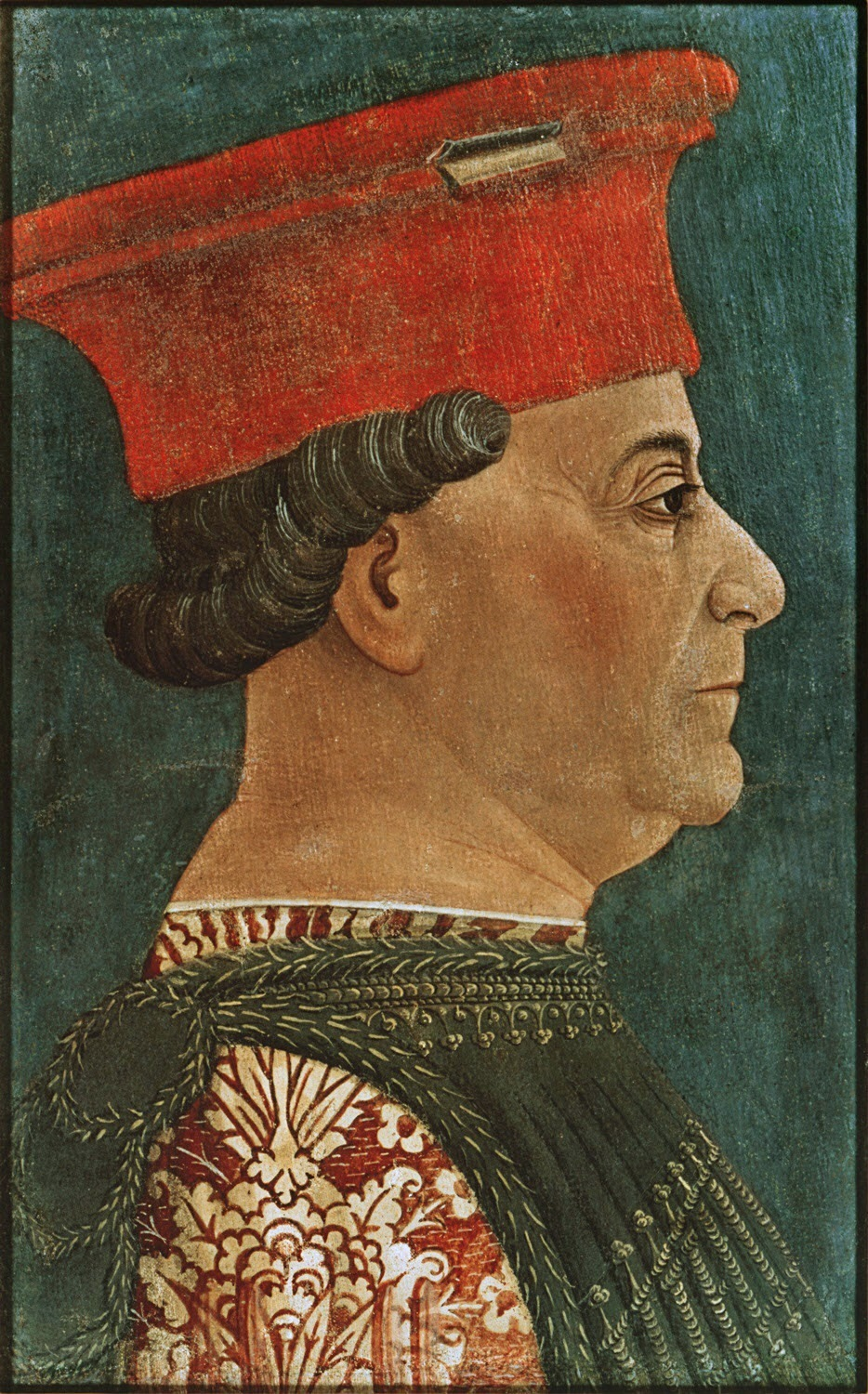
Francesco Sforza

### Erste Ehejahre
Am 7. November 1441 erließ Filippo Maria ein Dekret, mit dem er die Rechte seiner Vasallen, einschließlich Francescos, minderte. Dieser zog es daraufhin vor, sich in das sichere Territorium Venetien zurückzuziehen, in den kleinen Ort Sanguinetto. Im gleichen Jahr wurden Francesco und Bianca Maria vom venezianischen Dogen nach Venedig eingeladen. Kurz darauf erreichte die Nachricht, dass Piccinino Sforzas Besitztümer in den Marken bedrohte. Später begleitete Bianca Maria ihren Mann nach Rimini, Gradara und Jesi, wo sie Gäste von Sigismondo Malatesta waren. Hier blieb sie in der Burg zurück, während Francesco eine militärische Operation gegen Piccinino anführte. Von ihrem Ehemann wurde Bianca Maria zudem zur Regentin der Marken ernannt, obwohl sie erst 17 Jahre alt war. Wenngleich diese Wahl überraschend erscheint, so hatte sich Bianca Maria als in Verwaltung in Diplomatie fähig bewiesen. Das Paar verstand sich wohl sehr gut, doch obwohl Francesco Gefühle für seine Frau hatte, so war er ihr dennoch häufig untreu. Bianca Maria ignorierte dies weitgehend, allerdings verschwand 1443 eine der Mätressen ihres Mannes und wurde unter mysteriösen Umständen ermordet.
1442 wurde Francesco exkommuniziert. Vier Jahre später versuchte Filippo Maria Visconti schwer krank, sich mit Francesco zu versöhnen. Dieser blieb jedoch misstrauisch und konzentrierte sich lieber auf die Verteidigung seiner Territorien, die von päpstlichen Truppen bedroht wurden, wenngleich Bianca Maria ihn angefleht hatte, sich mit ihrem Vater zu versöhnen. 1447 nahm Sforza schließlich doch die Position des Statthalters des Herzogtums Mailand an. Allerdings änderte Visconti wieder seine Meinung, da er neidisch und misstrauisch ob der Popularität Sforzas in Mailand war. Gleichzeitig forderte der neue Papst Nikolaus V. die Rückgabe von Jesi. Es war eine sehr schwere Zeit für Bianca Maria und Francesco.
Francesco Sforza gab dem Papst die Stadt Jesi im Austausch für 35.000 Gulden zurück und zog mit seiner Frau in Richtung Mailand. Die Nachricht vom Tod Filippo Maria Viscontis, der in der Nacht vom 13. auf den 14. August 1447 verstarb, erreichte sie in Cotignola. Bianca Maria war sehr wütend, als sie von den Plünderungen hörte, unter denen die Besitztümer der Visconti in Mailand nach dem Tod Filippos litten. Bianca Maria und Francesco zogen mit 4000 Reitern und 2000 Fußsoldaten nach Mailand, als die neugegründete Ambrosianische Republik angesichts der Bedrohung durch Venedig Francesco den Titel des Ersten Generals anbot. Bianca Maria wollte, dass Francesco ablehnte, dieser nahm jedoch an. In den folgenden drei Jahren bemühte er sich darum, die Städte zurückzuerobern, die nach Filippo Viscontis Tod ihre Unabhängigkeit von Mailand erklärt hatten.
Im Mai 1448 griff Venedig Cremona an, während Sforza in Pavia weilte. Bianca Maria zog eine Paraderüstung an und eilte mit einigen Truppen und dem Volk, um mit einer Lanze die Brücke zu verteidigen. Der Kampf sollte bis zum Abend dauern und Bianca Marias Ruf als waghalsige und kriegerische Frau begründen, dies blieb jedoch eine einmalige Episode in Bianca Marias Leben.
Nachdem die venezianische Gefahr beseitigt worden war, ließ sich Bianca Maria zusammen mit einem großen Hofstaat im Schloss der Visconti in Pavia nieder. Durch ihr gutes Verhältnis zu ihren Visconti-Verwandten gewann sie an Popularität und erhielt Darlehen, um ihren Mann finanziell zu unterstützen. Am 24. Februar 1450 brach in Mailand eine Revolte aus. Der venezianische Botschafter wurde getötet, da die Republik Venedig für die Hungersnot in Mailand verantwortlich gemacht wurde. Daraufhin bat eine Versammlung von Bürgern, Adeligen und Notabeln Francesco, die Stadt zu regieren.

### Herzogin von Mailand
Der Tag des Einzugs des neuen Herzogspaars ist umstritten: entweder der 22. oder der 25. März. Francesco und Bianca Maria lehnten den Triumphwagen ab, sondern erreichten den Dom stattdessen auf Pferden. Zum ersten Mal war der Herzogstitel durch die Bürger der Stadt verliehen worden.
Während den ersten Herrschaftsjahren arbeitete Bianca Maria gemeinsam mit ihrem Mann daran, die Besitztümer ihres Vaters zurückzuerlangen und den herzoglichen Palast zu erneuern. Francesco musste nochmals in den Krieg gegen Venedig ziehen, Bianca Maria blieb währenddessen in Mailand zurück und verwaltete das Herzogtum. Dies belegt die Korrespondenz mit ihrem Mann, welche einen Einblick in die Erziehung ihrer Kinder, die Staatsangelegenheiten, die finanziellen Schwierigkeiten und ihren Alltag bietet. Die Briefe zeigen auch Bianca Marias bestimmenden Charakter, da sie nie zögerte, ihre Meinung zu äußern, auch wenn sie ihrem Mann damit widersprach. In den Briefen sind auch Anschuldigungen seiner außerehelichen Abenteuer zu finden.
1453 war Bianca Maria in Pavia Gastgeberin für René I. von Anjou, der nach Cremona ziehen sollte, um mit seiner Armee an der Seite Sforzas zu kämpfen. Bianca Maria zeigte ihm später auch die Baustelle des neuen Castello Sforzesco in Mailand.

### Letzte Jahre
Nach dem Frieden von Lodi 1454 widmete sich Bianca Maria nicht nur der Diplomatie und der Instandsetzung und Ausschmückung der herzoglichen Residenzen, sondern auch öffentlichen Arbeiten. Das herzogliche Paar ließ ein großes Hospital in Mailand bauen, das Ospedale Maggiore, Bianca Maria half zudem vielen armen Frauen. 1459 berief Papst Pius II. das Konzil von Mantua ein, um einen Krieg gegen die Osmanen zu organisieren. Bianca Maria bot 300 Reiter und Francesco wurde als militärischer Anführer vorgeschlagen, der Krieg kam jedoch nie zustande. Francescos und Bianca Marias Unterstützung für den Papst sorgte dafür, dass dieser ihnen Ablass für den Dom und das Ospedale Maggiore in Mailand gewährte.
1462 erkrankte Francesco Sforza schwer an Gicht und Wassersucht. Während seiner Erkrankung sorgten Bianca Marias Fähigkeiten in Politik und Verwaltung dafür, dass der Staat nicht durch von Venedig angestachelte Rebellionen zerfiel. Als Regentin agierte Bianca Maria sehr wirkungsvoll. Zudem half sie beim Arrangement der Ehe von Jacopo Piccinino, dem Sohn Niccolòs, und Drusiana, einer illegitimen Tochter Francescos.
Das größte Problem für Bianca Maria war in dieser Zeit ihr ältester Sohn, Galeazzo Maria, dessen instabiler und tückischer Charakter ihr viele Probleme bereitete. Am 13. Dezember 1465 starb ihre Mutter Agnese del Maino. Kurz darauf, am 8. März 1466, verstarb auch Francesco Sforza. Bianca Maria übernahm schnell die Zügel und rief Galeazzo Maria nach Hause zurück, um die Herrschaft zu übernehmen, während dieser gemeinsam mit dem französischen König kämpfte. Galeazzo nahm zunächst Rücksicht auf seine Mutter und zeigte sich dankbar, seine Gier und Rücksichtslosigkeit sorgten jedoch bald dafür, dass er selbstständig handelte und Bianca Marias Ratschläge ignorierte. Mit der Zeit nahm Bianca Maria eine immer unbedeutendere Position bei Hof ein und wurde letztlich von ihrem Sohn gezwungen, Mailand zu verlassen. Sie zog nach Cremona. Laut manchen Quellen soll sie es in Betracht gezogen haben, die Kontrolle der Stadt an Venedig abzutreten, da sie regelmäßig im Kontakt mit Ferdinand I. von Neapel stand, der versuchte, Galeazzo zu stürzen.

### Tod
Entgegen dem Rat ihrer Berater entschloss sich Bianca Maria, an der Hochzeit Galeazzos am 9. Mai 1468 teilzunehmen. Nach dem Ende des Fests begleitete ihre Tochter Ippolita sie nach Serravalle, von wo aus sie sich auf den Weg nach Cremona machte. Unterwegs, in Melegnano, erkrankte sie jedoch. Ein Fieber zwang sie, bis August das Bett zu hüten, dennoch korrespondierte sie viel. Anfang Oktober verschlechterte sich ihr Zustand. Sie starb am 28. Oktober, nachdem sie ihre jüngeren Kinder Elisabetta und Ottaviano deren Bruder Galeazzo anvertraut hatte. Bianca Maria wurde im Mailänder Dom neben ihrem Mann beigesetzt. Die Leichenrede, die von Galeazzo beauftragt worden war, wurde von dem Humanisten Francesco Filelfo geschrieben.
Ihr Tod sorgte für Misstrauen. Galeazzo Maria Sforza wurde von mehreren Personen, unter anderem Bartolomeo Colleoni, beschuldigt, sie vergiftet zu haben. Gesichert ist, dass einige Personen, die eng mit Galeazzo verbunden und später in andere Vergiftungsfälle verwickelt waren, zum Zeitpunkt von Bianca Marias Erkrankung in Melegnano waren. Eine Vergiftung ist somit nicht bewiesen, aber durchaus möglich.

## Nachkommen
Aus ihrer Ehe mit Francesco Sforza hatte Bianca Maria neun Kinder, sieben Söhne und zwei Töchter:
- Galeazzo Maria (* 24. Januar 1444; † 26. Dezember 1476), Herzog von Mailand von 1466 bis 1476; ⚭ 1. Dorotea Gonzaga; ⚭ 2. Bona von Savoyen
- Ippolita Maria (* 18. April 1446; † 20. August 1484),⚭ Alfons II. von Neapel
- Filippo Maria (* 12. Dezember 1449; † 1492), Graf von Korsika
- Sforza Maria (* 18. August 1451; † 29. Juli 1479), Herzog von Bari von 1464 bis 1479
- Ludovico Maria (* 27. Juli 1452; † 27. Mai 1508), Herzog von Bari von 1479 bis 1494 und Herzog von Mailand von 1494 bis 1499; ⚭ Beatrice d’Este
- Francesco Galeazzo Maria (* 5. August 1453/54), starb jung
- Ascanio Maria (* 3. März 1455; † 28. Mai 1505), Abt von Chiaraville, Bischof von Pavia, Cremona, Pesaro und Novara, Kardinal
- Elisabetta Maria (* 10. Juni 1456; † 1473), ⚭ Guglielmo VIII. Paleologo, Markgraf von Montferrat.
- Ottaviano Maria (* 30. April 1458; † 1477), Graf von Lugano